# (19946) 1981 EB35
A (19946) 1981 EB35 a Naprendszer kisbolygóövében található aszteroida. Schelte J. Bus fedezte fel 1981. március 2-án.